# 上克里山
46°14′25″N 7°11′42.4″E / 46.24028°N 7.195111°E

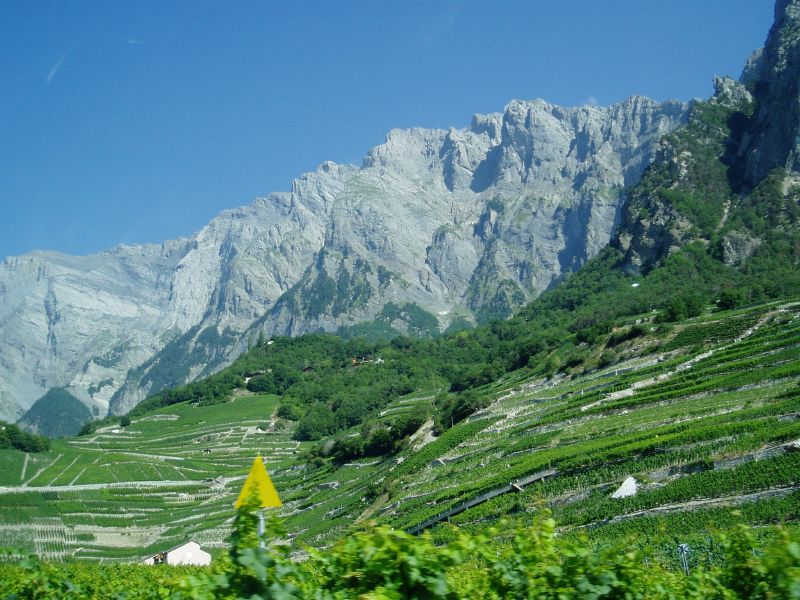

上克里山（Haut de Cry），是瑞士的山峰，位於該國西南部，由瓦萊州負責管轄，屬於伯爾尼山的一部分，該山峰海拔高度2,969米，每年平均降雨量1,395毫米。